# Herma Szabo
Herma Szabo (n. 22 februarie 1902, Viena, Austro-Ungaria – d. 7 mai 1986, Admont, Stiria, Austria) a fost o schioare alpină ce a reprezentat Austria, medaliată olimpică. A participat la o ediție a Jocurilor Olimpice (1924) în care a câștigat o medalie de aur.

## Participări
Lista de mai jos prezintă principalele competiții la care a participat Herma Szabo de-a lungul carierei.
- Patinaj artistic la Jocurile Olimpice de iarnă din 1924 - Individual feminin